# 臺南市歷史館

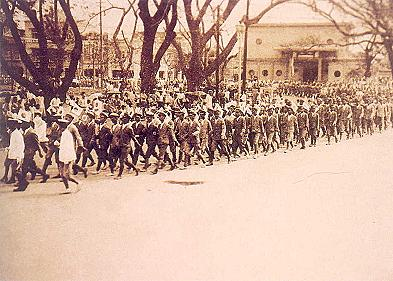
圖中右側建築為臺南市歷史館(1940年代)

臺南市歷史館，為臺灣臺南市日治時期的一座歷史博物館，昭和十二年（1937年）10月1日開館，展示臺灣相關的歷史文物，位於大正公園（現湯德章公園）東南側，當時地址為臺南市清水町一丁目29番地，至今僅存部分牆跡。

## 沿革
據黃天橫〈臺南市民族文物館〉一文所載，1930年（昭和五年），臺灣總督府為紀念荷蘭人來臺建設熱蘭遮城三百年，於10月26日起在臺南舉辦「臺灣文化三百年紀念會」，包括「史料展覽會」及「講演會」。並在各地蒐集文物。由於展覽會在學術界及一般社會界都造成轟動，之後於1932年（昭和七年）4月，在安平熱蘭遮城旁的原清代稅務公館遺跡上開設「臺南史料館」（今熱蘭遮城博物館）作為永久性的文物館。一開始不設館長，由日人野田八平及臨時雇員石暘睢掌管實務。經年餘聘請剛畢業大學歷史系的齋藤悌吉出任館長。
1935年（昭和十年）10月，為舉辦始政四十周年記念臺灣博覽會，館方新增了一些館藏，並在展期將文物暫時移至台南州商品陳列館展示，作為台南歷史館的第一會場。而後因安平的南史料館空間不足，且館方欲興建一長久存放灣開發史料的場館，時任臺南市長古澤勝之計畫擴張規模，在大正公園旁興建臺南市歷史館。於1936年底起工，1937年7月竣工。10月1日開館。
臺南市歷史館的位置原本為第一代的臺南武德殿（第二代的臺南武德殿於1936年2月興建，同年10月完工），臺南市歷史館完工後為一棟兩層樓的磚造建築，建築設計參考神宮會館、臺北市教育會館展覽會場等設計，總工程花費30萬元，經費由中央與地方平分。樓上設計無窗畫廊，掛21幅歷史繪畫，包括小早川篤四郎及顏水龍的畫作。樓下為安平搬來的史料。同時改稱「臺南市立歷史館」，由臺南市助役黃介騫（臺南人）兼任館長，石暘睢仍為雇員擔當實務。此時的臺南市歷史館入口前曾豎立鄭其仁墓前出土的石馬。
二次世界大戰期間，歷史館暫停開放。將展品分別藏於館內南棧房及開山神社。1944年（昭和十九年）1月，市長羽鳥又男重修赤崁樓竣工，將該館部分文物移至樓中及蓬壺書院。一說為避免美軍空襲損及文物，將館內部分文物移至赤崁樓存放。3月1日，在臺南大空襲中嚴重損毀，舊館史料遭炸毀。僅赤崁樓及蓬壺書院者幸免於難。
戰後，小早川繪製的圖畫因被視為多屬軍國主義為畫題，遭毀壞十二幅，僅剩八幅。

## 戰後發展
民國三十四年（1945年）10月25日臺南市政府成立後，石暘睢成為「臺南市立歷史館」管理員，由於原歷史館館舍已毀，遂在隔年以赤崁樓為歷史館館舍，民國三十五年（1946年）5月1日，「臺南市立歷史館」於赤崁樓重新開幕，由日治時期的館員石暘睢專司掌管。文昌閣展出史前、荷蘭、鄭氏時期史料；海神廟則陳列清代史料。民國五十年（1961年），重修延平郡王祠，利用祠內東南空地興建二層樓房。並將赤崁樓文物移至延平郡王祠新館並更名為「臺南市民族文物館」。舊館則修護作為臺南市團管區司令部，1983年重建為臺南市中西區公所。
民國五十年（1961年）10月，石暘睢退休。後一段時間，管理員聘請選舉功臣擔任，引起缺乏保存文物的批評。而曾于1970年參訪民族文物館的中華學術院藝術研究所所長施翠峰發覺「櫥窗內的古物所做說明錯誤很多，且古物的保存也很混亂，沒有分門別類，失去了真實的意義」。:231施翠峰表示曾去參觀的日本民藝館館長濱田隼治也批評陳列古物太雜亂。:231
民國六十六年（1977年），適逢臺南市觀光年活動，獲熱心市民寄贈多件民藝品，包括古眠床、古衣架、臉盆架、布袋戲木偶等。並由民間學人江家錦、陳春木、郭德鈴提供化石等資料，完成「先史專室」。
1997年，因館舍設備老舊，經文建會補助曾經重修。:232
2003年，許添財市長任內，文物館經過整建後再更名為「鄭成功文物館」。:232
之後文物館館舍於2021年進行硬體改造工程，2023年重新開館為「臺南市立博物館」本館。

## 文物
其文物依時期分為不同展區：
高砂時代
- 豐臣秀吉高山國招諭文書
- 高砂國渡船朱印狀
- 高砂國遠征の訓令書
- 有馬晴信臺灣視察船掟書
- 博多の末次家拋銀正文
- 台南州商品陳列館
- 臺南州教育博物館（兩廣會館）

荷蘭時代
- 熱蘭遮城圖
- 熱蘭遮城模型
- 安平附近地圖
- 濱田彌兵衛事件圖
- 漢蕃對譯契字（新港文書）

鄭氏時代
- 鄭成功夫妻像
- 鄭荷兩軍交戰經過圖
- 鄭荷之戰荷蘭降書
- 陳永華像、施琅像、寧靖王像

清領時代
- 台灣古地圖
- 改建台灣府城碑記拓本
- 九龜碑
- 征臺軍進擊圖

領臺後
- 北白川宮能久親王御真影
- 黑旗兵的左營旗
- 良民歸順旗
- 歷代總督照片

其他館藏有小早川篤四郎畫作，銅錢、石碑、匾額等。